# Serendipity
Cet article concerne le moteur de blog. Pour le film de Peter Chelsom, voir Un amour à New York.
Pour l’aptitude évidente de faire des découvertes heureuses par hasard, voir Sérendipité.
Serendipity est un moteur libre de blog, avec une licence de type BSD, dans le langage PHP. Serendipity comprend un mécanisme de plugins, qui permet d'en enrichir le contenu fonctionnel. 
Pour les anglophones, le mot serendipity signifie « heureux hasard ».